# یواس‌اس پی‌سی-۵۶۸
یواس‌اس پی‌سی-۵۶۸ (به انگلیسی: USS PC-568) یک زیردریایی بود که طول آن ۱۷۴ فوت (۵۳ متر) بود. این زیردریایی در سال ۱۹۴۲ ساخته شد.